# Eischoll
Eischoll (toponimo tedesco) è un comune svizzero di 443 abitanti del Canton Vallese, nel distretto di Raron Occidentale.

## Monumenti e luoghi d'interesse
- Chiesa parrocchiale cattolica, eretta nel 1886[1].

## Società

### Evoluzione demografica
L'evoluzione demografica è riportata nella seguente tabella:
Abitanti censiti

## Amministrazione
Ogni famiglia originaria del luogo fa parte del cosiddetto comune patriziale e ha la responsabilità della manutenzione di ogni bene ricadente all'interno dei confini del comune.